# Cacatua goffiniana
La cacatúa de las Tanimbar (Cacatua goffiniana) es una especie de ave de la familia de las cacatúas. Sólo se encuentra en libertad en las Islas Tanimbar y posiblemente en alguna otra isla del mar de Banda, en Indonesia. De unos 30 cm de longitud, se le considera la especie más pequeña de la familia Cacatuidae.[cita requerida]
Figura en el Apéndice I del CITES; la caza ilegal y el deterioro de su hábitat figuran entre los principales motivos de su escasez.